# Heliconius amata
Heliconius amata är en fjärilsart som beskrevs av Otto Staudinger 1896. Heliconius amata ingår i släktet Heliconius och familjen praktfjärilar. Inga underarter finns listade i Catalogue of Life.